# 放課後アオハル学園
放課後アオハル学園（ほうかごアオハルがくえん）は、日本のYouTuber・TikTokerによるクリエイター集団。青春をテーマに、架空の学校生活を舞台にしたバラエティ企画や恋愛トーク、制服コーデ紹介、体力測定チャレンジなど、若者の共感を呼ぶコンテンツを中心に活動している。

## 概要

### 発足の経緯
発足者は学校生活のあるあるネタで知られるクリエイター・ウンパルンパで、学生時代への懐かしさから、人気インフルエンサーを集めてまた青春を送れる学園のような場を制作したいと考え、自ら「先生」としてユニットを結成した。オリジナル制服やエンブレム、スクールバッグなどにもこだわり、実際の学校をロケーションとして使用して撮影を行っている。

### 主な企画・活動内容
- 制服コーデ紹介
- 恋愛ディベートや恋バナ
- ドライブ企画やスマホ禁止旅行
- 一軍女子vs男子の価値観対決
- 給食チャレンジやバイト体験
- 再現ドラマや青春ソングのダンス

### 人気の理由
- メンバーの個性と演技力により、視聴者が本物のクラスメイトのように感じられる演出。
- 年齢や出身地が異なるメンバーが織りなす多様な視点。
- 学生時代の懐かしさや憧れを刺激する企画構成。

## メンバー

### 現メンバー
| 名前                     | 本名       | 生年月日       | 出身地 | 身長    | 体重   | 血液型 | 所属事務所 | 備考           |
| ------------------------ | ---------- | -------------- | ------ | ------- | ------ | ------ | ---------- | -------------- |
| ウンパルンパ             | 村井亮介   | 1999年10月28日 | 愛知県 | 159.5cm | (不明) | (不明) | WOWs       |                |
| 伊吹（伊吹とよへ）       | (不明)     | 1997年8月4日   | 東京都 | 174cm   | 63kg   | (不明) | PPP STUDIO | メンバー最年長 |
| よへ（伊吹とよへ）       | ようへい   | 1998年2月13日  | (不明) | 172cm   | (不明) | (不明) | PPP STUDIO |                |
| さくら                   | (不明)     | 2005年8月8日   | 宮崎県 | 155cm   | 43.2kg | O型    | VAZ        |                |
| おさき                   | 今井紗来   | 2006年10月31日 | 東京都 | 161cm   | 46.7kg | O型    | VAZ        | メンバー最年少 |
| あみか（フォーエイト48） | 田中杏美花 | 2005年4月29日  | 兵庫県 | 154cm   | 43kg   | A型    | 48STUDIO   |                |
| ゆのん                   | 中島結音   | 2006年11月20日 | 広島県 | 148cm   | (不明) | (不明) | Uniiipue   | メンバー最年少 |

### 旧メンバー
- ばんばんざい（ぎし・みゆ・るな）
- 加藤乃愛[3]
- なこなこカップル（なごみ・こーくん）
- 三原羽衣
- 修一朗
- とうあ（ウチら三姉妹）
- ヤン（サワヤン）
- もーりー（アホと弟）